# الصراع الدرزي على السلطة (1658–1667)
كان الصراع الدرزي على السلطة في 1658-1667 من أكثر حلقات النزاع القبلي عنفاً خلال الحكم العثماني في بلاد الشام. اندلع النزاع بين فصائل المتمردين والدروز المواليين للعثمانيين حول خلافة حكم الأسرة المعنية.

## خلفية تاريخية
في عام 1624 عقب اعتراف السلطان العثماني بسيادة فخر الدين المعني الثاني لعربستان (من حلب إلى حدود مصر)، جعل الزعيم الدرزي من طبريا عاصمة له. وقد خلفه أحد أشهر الأمراء الدروز في 1635، ابن أخيه ملحم المعني، الذي حكم حتى وفاته في 1658. وقد عاش حسين بن فخر الدين الثاني، ابنه الناجي الوحيد، بقية حياته كأحد رجال بلاط القسطنطينية. مارس الأمير ملحم جباية حقوق ضريبة الالتزام في مناطق الشوف، الغرب، الجرد، المتن والكسروان في لبنان. وقد قاتلت قوات ملحم وهزمت قوات مصطفى باشا، بكلربك (والي) دمشق، في عام 1642، لكن بالرغم من ذلك، يذكر المؤرخون أنه كان موالياً لحكم العثمانيين من ناحية أخرى. وقد توفي الأمير ملحم المعني في عام 1658، وخَلَفّهُ اثنين من أبنائه.

## الصراع

### التوترات المبكرة
بعد وفاة ملحم المعني في 1658، دخل أبناؤه أحمد وقرقماز في صراع على السلطة مع زعماء الدروز الآخرين المدعومين من العثمانيين.

### حملة لبنان والجليل
في 1660، شرعت الدولة العثمانية في إعادة تنظيم المنطقة، حيث ضمت سناجق (التقسيمات الإدارية) صيدا-بيروت وصفد إلى إيالة صيدا المشكلة حديثاً، في خطوة نظر إليها الدروز المحليون على أنها محاولة لفرض الهيمنة. كما أنها أرسلت حملة عسكرية عثمانية إلى المنطقة بعد إنشاء الوحدات الإدارية الجديدة، وُجهّت في البداية ضد الشهابيين والشيعة الحماديين. وقد صاحب الصدر الأعظم الإصلاحي محمد باشا الكوبريللي الحملة بنفسه. مما أدى إلى فرار الشهابيين إلى منطقة الحماديين في كسروان العليا، في حين نهبت القوات العثمانية وادي التيم.
طالب العثمانيون الأميران أحمد وقرقماز المعني بتسليم الشهابيين ودفع أموال للجيش العثماني، زاعمون أن الشهابيين تحالفوا مع المعنيين، لكنهما رفضا وفرا إلى كسروان أيضاً. ونتيجة لذلك، خسر المعنيون حُكمهم وفقد دروز الجليل حمايتهم. وقد نهبت القوات العثمانية المنطقة بحثاً عن الأمراء الشهابيين والحماديين والمعنيين، مما تسبب في «شقاء» للفلاحين. وعليه، اجتاح الدروز الموالون للعثمانيين جزءاً كبيراً من الجليل ودمروا على الأخص مدينتي صفد وطبريا.

### التآمر السياسي
نَصب العثمانيون شيوخ آخرين مؤيدين لهم مثل سرحال عماد وعلي علم الدين لحكم الإمارة الدرزية لكن لفترة قصيرة.
ويذكر المؤرخ المعاصر إستيفان الدويهي أن قرقماز قُتل نتيجة خيانة بكلربك دمشق عام 1662.  في حين نجح شقيقه على يبدو في الهرب من المؤامرة.
وفي 1666، طبقاً لما أورده الصفا، صد الشيعة المحليون، والي صيدا وقوة للمعنيين قرب النبطية.

### انتصار أحمد المعني
في 1667، هزم أحمد المعني وأنصاره، القادة المؤيدين للعثمانيين مثل علم الدين والصواف وغيرهم وفرض شروطه على اليمنيين (القبائل القحطانية) بالقرب من بيروت.
وبالرغم من الانتصار الواضح للأمير أحمد المعني بين الدروز في 1667، إلا أن بني معن كانوا قد فقدوا سيطرتهم على صفد وتراجعوا للسيطرة على جباية الالتزام من منطقة جبل الشوف وكسروان والامتثال لوالي صيدا العثماني. وفقًا لأبو حسين، بعد عام 1667، استأنف أحمد المعني مراسلاته مع دوقية توسكانا.

## نتائج الصراع
استمر أحمد المعني كحاكم محلي حتى وفاته لأسباب طبيعية، دون أن يخلف وريث، في عام 1697. وخلال الحرب العثمانية الهابسبورغية (1683-1699)، تآمر أحمد المعني ضد العثمانيين عبر تمرد امتد إلى ما بعد وفاته. وانتقلت حقوق جباية الالتزام في الشوف وكسروان إلى عائلة شهاب الصاعدة من خلال حط توريث الإناث. وعلى الرغم من النزاعات في ستينيات القرن السابع عشر، لعبت الأسرة المعنية «دوراً رائداً في إدارة الشؤون الداخلية لهذه الإيالة حتى السنوات الأخيرة من القرن السابع عشر، ربما لأنه كان من الصعوبة إدارة المقاطعة بدونهم - فيما عدا سنجق صيدا-بيروت - بالتأكيد».

## للمزيد من القراءة
- Salibi، Kamal S. (1973). "The Secret of the House of Ma'n". International Journal of Middle East Studies. ج. 4 ع. 03: 272–287. DOI:10.1017/S0020743800031469. مؤرشف من الأصل في 2016-08-20. اطلع عليه بتاريخ 2011-04-11.